# Janina Piestrak-Babijczuk
Janina Urszula Piestrak-Babijczuk (ur. 28 kwietnia 1944 w Oleszycach) – polska chirurżka, działaczka samorządowa i społeczna związana z Bolesławcem.

## Życiorys
Janina Piestrak-Babijczuk studiowała na Wydziale Lekarskim Akademii Medycznej w Lublinie. Uzyskała specjalizację I stopnia w zakresie chirurgii ogólnej.
Zawodowo związana z Bolesławcem. W 1968 rozpoczęła pracę w tamtejszym Szpitalu Powiatowym. Współtworzyła i przez 15 lat pracowała w przychodni lekarskiej w Zakładach Aparatury Próżniowej. Przez około 10 lat pełniła funkcję dyrektorki Stacji Sanitarno-Epidemiologicznej. W 2005 przeszła na emeryturę. Jednak pracę w Poradni Chirurgicznej w ZOZ w Bolesławcu świadczyła także w późniejszym latach w ramach wolontariatu.
Z powodzeniem kandydowała w wyborach samorządowych w 1990, 1994, 1998, 2002, 2006, 2010. W latach 1990–1998 oraz 2006–2014 (kadencje I, II, V i VI) była radną Miasta Bolesławiec, z czego w latach 2006–2010 (V kadencja) przewodniczącą Rady, w latach 2010–2014 zaś (VI kadencja) wiceprzewodniczącą. W latach 1998–2006 (kadencje I i II) była radną powiatu bolesławieckiego, gdzie w I kadencji pełniła funkcję przewodniczącej Rady, a w II kadencji wiceprzewodniczącej. W 2014 bez powodzenia kandydowała do rady powiatu.
Janina Piestrak-Babijczuk jest działaczką społeczną, szczególnie na rzecz ochrony praw dziecka, osób starszych, niepełnosprawnych, kombatantów. Współpracowała m.in. z Towarzystwem Przyjaciół Dzieci, Warsztatami Terapii Zajęciowej, Domem Dziennego Pobytu oraz Polskim Czerwonym Krzyżem (w zakresie honorowego krwiodawstwa i przeciwdziałania bezdomności), Polskim Komitetem Pomocy Społecznej (w okresie studenckim).
Nazywana jest „Kruszyną”. Córka Władysława i Heleny z domu Fiutowskiej, Sprawiedliwej wśród Narodów Świata. Matka córki i syna.

## Odznaczenia i wyróżnienia
- 1997 – odznaka „Przyjaciel Dziecka” Towarzystwa Przyjaciół Dzieci[6]
- 2005 – Odznaka Honorowa Związku Inwalidów Wojennych RP za wybitne zasługi dla dobra inwalidów wojennych[1]
- 2005 – Odznaka Honorowa Polskiego Czerwonego Krzyża III stopnia[7]
- 2011 – Złoty Krzyż Zasługi na wniosek Wojewody Dolnośląskiego za osiągnięcia w pracy samorządowej[8]
- 2015 – tytuł „Zasłużony dla Miasta Bolesławiec” Rady Miasta Bolesławiec[9]
- 2018 – tytuł „Wolontariusz Roku” powiatu bolesławieckiego[1]
- 2019 – tytuł „Wolontariusz z Wielkim Sercem” powiatu bolesławieckiego[10]
- 2020 – honorowa obywatelka Bolesławca[11]